# André Morel
André Morel, francoski dirkač, * 24. februar 1884, Francija, † 17. julij 1961, Francija.

## Življenjepis
André Morel se je rodil leta 1884. Na dirkah za Veliko nagrado je debitiral v sezoni 1922, ko je na manjši dirki Bol d´Or z dirkalnikom Amilcar zmagal. Po več odstopih je na dirki za Veliko nagrado San Sebastiána v sezoni 1924 z dirkalnikom Delage 2LCV osvojil tretje mesto v tovarniškem moštvu Automobiles Delage. Prav na dirki za Veliko nagrado San Sebastiána v naslednji sezoni 1925 je dosegel svojo drugo zmago, še vedno v moštvu Automobiles Delage, ki je na dirki zasedlo kar prva štiri mesta. V sezoni 1926 mu je uspelo zmagati na dirki za Veliko nagrado Vetturetta, v sezoni 1927 pa je dosegel drugo mesto na dirki za Veliko nagrado Provanse, kjer ga je premagal le znameniti Louis Chiron, tretje mesto na pomembni dirki za Veliko nagrado Francije in drugo mesto na manjši dirki JCC 200 miles. Po desetih letih brez vidnejšega rezultata je v sezoni 1938 opozoril nase na dveh vzdržljivostnih dirkah, na dirki za 24 ur Le Mansa je bil skupaj s Jeanom Prenantom tretji, nato pa je na dirki za 12 ur Pariza zmagal skupaj s Renéjem Le Beguéjem. Po dirki za 24 ur Le Mansa 1939, na kateri je odstopil, se je upokojil kot dirkač. Umrl je leta 1961.